# Difluorek tlenu
Difluorek tlenu, OF
2 – nieorganiczny związek chemiczny z grupy fluorków, w którym tlen znajduje się na II stopniu utlenienia.
W temperaturze pokojowej jest to bezbarwny gaz, rozpuszczalny w wodzie. Reaguje wybuchowo z parą wodną zgodnie ze schematem:
OF
2 + H
2O → 2HF + O
2
W temperaturze powyżej 260 °C rozkłada się na pierwiastki składowe.
Otrzymywany przez działanie fluorem na rozcieńczony roztwór wodorotlenku sodu:
2F
2 + 2NaOH → 2NaF + H
2O + OF
2
Difluorek tlenu można otrzymywać w sposób ciągły. Do zamkniętego naczynia wprowadza się od dołu wodny roztwór wodorotlenku sodowego, a poprzez dodatkową rurkę z góry – gazowy fluor na dno naczynia. Otworem z boku, w połowie wysokości naczynia, uchodzi wodny roztwór fluorku sodowego, zaś gazowy fluorek tlenu jeszcze jednym wyprowadzeniem na górze naczynia. Przy 4% roztworze wodorotlenku sodowego wydajność reakcji wynosi ok. 15%.